# Нинково
Нинково — деревня в Дновском районе Псковской области России.  Входит в городское поселение Дно.
Расположена в северной части района, в 11 км к северу от районного центра, города Дно, на реке Люта.

## Население
| 2001 | 2002 | 2010 |
| ---- | ---- | ---- |
| 138  | ↘91  | ↘80  |

Численность населения деревни составляла на 2000 год — 138 человек, на 2010 год — 81 человек.

## История
До 2006 года входила в состав ныне упразднённой Юрковской волости (с центром в д. Большое Юрково), с 2006 до 2015 года — в состав Лукомской волости.